# Ришавка
Ри́шавка — село в Україні, в Ушомирській сільській громаді Коростенського району Житомирської області. Населення становить 461 особу.

## Географія
Село розташоване на Поліській низовині, і її поверхня має рівнинний характер з незначними коливаннями висоти від 150 метрів над рівнем моря в районі хутора Тартак до 223 метрів — в районі села Ришавка. Таким чином, загальне коливання висот на території району складає всього 73 метри. В зв'язку з цим відносні коливання висот незначні, тому рельєф району майже плоский. Загальний похил поверхні з південного заходу на північний схід.
Поблизу Ришавки, в міаролітових пустотах пегматитових тіл і жил, які залягають в дрібно- і середньозернистих гранітах, міститься різновид кварцу — моріон. Вчені-геологи передбачають, що у випадку цілеспрямованих геологічних пошуків у пегматитових зонах є висока імовірність наявності топазу та берилу.
Через село тече річка Нерич.

## Населення

### Мова
Розподіл населення за рідною мовою за даними перепису 2001 року:
| Мова       | Кількість | Відсоток |
| ---------- | --------- | -------- |
| українська | 455       | 98.7%    |
| російська  | 6         | 1.3%     |
| Усього     | 461       | 100%     |

## Історія
Перша писемна згадка про село Ришавка датується 1650 роком.
Інші назви села в історичних документах: Ришовка (пол. Ryszowka), Ришевка (пол. Ryszewka).
У 1906 році село Ушомирської волості Житомирського повіту Волинської губернії с поштовою адресою м.Іскорость. Чисельність дворів 167. Село мало 1 зупинку (стан) на тракті, 1 мирового посередника, 5 мирових судей, 5 судових слідчих. Чисельність жителів 859. Відстань до Житомира 70 верст, до Ушомира 15 верст
В 1917 році місто входить до складу Української Народної Республіки. Внаслідок поразки Перших визвольних змагань місто надовго окуповане більшовиками.
Окупаційна радянська влада в селі встановлена в січні 1918 року.
У 1932–1933 роках Ришавка постраждала від Голодомору. За свідченнями очевидців кількість померлих склала щонайменше 12 осіб. Серед них:
- Бутрик Горпина с. Ришавка, 1933 рік, причина смерті — голод.
- Кондратенко Іван Ігнатович с. Ришавка, 1932 рік, причина смерті — голод.
- Кондратенко Ігнат Терешкович с. Ришавка, 1932 рік, причина смерті — голод.
- Кондратенко Катерина Ігнатівна с. Ришавка, 1933 рік, причина смерті — голод.
- Лищенко Юхим Федорович 76 років, с. Ришавка, 3 червня, 1933 рік, причина смерті не вказана.
- Ліщенко Григорій Ігнатович с. Ришавка, 1933 рік, причина смерті — голод.
- Мала Ганна Максимівна с. Ришавка, 1933 рік, причина смерті — голод.
- Малий Максим _Левкович с. Ришавка, 1933 рік.
- Малий Нестор Максимович с. Ришавка, 1933 рік, причина смерті — голод.
- Малий Петро Максимович с. Ришавка, 1933 рік, причина смерті — голод.
- Малий Сергій Павлович 62 роки, с. Ришавка, 1 червня, 1933 рік, причина смерті не вказана.
- Примаченко Микола Пилипович 8 років, дитина, с. Ришавка, 1 червня, 1933 рік, причина смерті не вказана.

Репресовані радянською владою у 1937 році уродженці села:
- Семененко Євдоким Потапович 1889 року народження. Розстріляний 12 листопада 1937 р. у м. Житомир[7].
- Семененко Денис Григорович 1896 року народження. Розстріляний 27 вересня 1937 р. у м. Житомир[8].
- Нікітенко Сава Сидорович 1898 року народження. Розстріляний 27 вересня 1937 р. у м. Житомир[9].

В період Німецько-радянської війни 323 жителів села були призвані в ряди Радянської Армії, з них на фронті загинуло 148 чоловік. З тих, що воювали 120 нагороджені бойовими орденами і медалями. На честь воїнів-жителів села та воїнів, які загинули в боях за село Ришавка у 1948 році споруджено обеліск Слави. З часів війни біля села збереглися залишки ДОТу, що у 1941 входив до складу Коростенського укріпрайону.
У 1973 році — центр сільської Ради, розташоване за 30 км на південний захід від районного центру, за 15 км від залізничної станції Омелянівна й 17 км від автошляху Коростень—Житомир. Дворів — 291. Населення — 1023 особи.
На території села була розміщена центральна садиба колгоспу «Більшовик», за яким закріплено 1794 га сільськогосподарських угідь, у тому числі 1119 га орної землі. Вирощували зернові культури, льон, картоплю. Було розвинуте тваринництво м'ясо-молочного напряму. За успіхи в розвитку сільського господарства 23 колгоспники були удостоєні радянських орденів і медалей.
В селі була середня школа, де 18 учителів навчали 226 учнів, будинок культури на 300 місць, бібліотека з книжковим фондом 5,5 тис. томів, фельдшерсько-акушерський пункт. У партійній організації (створеній 1924 року) налічувалось 18 комуністів, у комсомольській (створеній в 1929 році) — 28 членів ВЛКСМ.

## Відомі уродженці села
У Ришавці народилися:
- український поет, перекладач Литвинець Михайло Іванович,
- художниця, поетеса Кульчицька Зоя Григорівна
- вчений, педагог Котречко Олексій Олексійович [Архівовано 1 серпня 2019 у Wayback Machine.].
- Кирильчук Андрій Володимирович (1996—2022) — старший солдат Збройних Сил України, учасник російсько-української війни, що загинув у ході російського вторгнення в Україну в 2022 році.

## Сучасність
Житомирська обласна рада 27.12.2016 Відповідно до пункту 2 статті 8 Закону України «Про добровільне об'єднання територіальних громад» у Житомирській області у зв'язку з припиненням повноважень рад, що об'єдналися у Ушомирську сільську територіальну громаду з 27 грудня 2016 року виключила з облікових даних Ришавську сільську раду Коростенського району. Включено в облікові дані Ушомирську сільську раду Ушомирської сільської територіальної громади.
Коштом Бюджету Ушомирської сільської об'єднаної територіальної громади в Ришавці утримується Ришавська середня загальноосвітня школа І-ІІІ ступенів (с.Ришавка, вул. Симоненка Василя, 3-А). Школа належить до комунальної власності Ушомирської сільської ради.
Також функціонує дитячий садок (с. Ришавка, вул. Партизан, буд. 22)
В центральній частині села знаходиться Православний дерев'яний храм святої преподобної Параскеви.

## Галерея

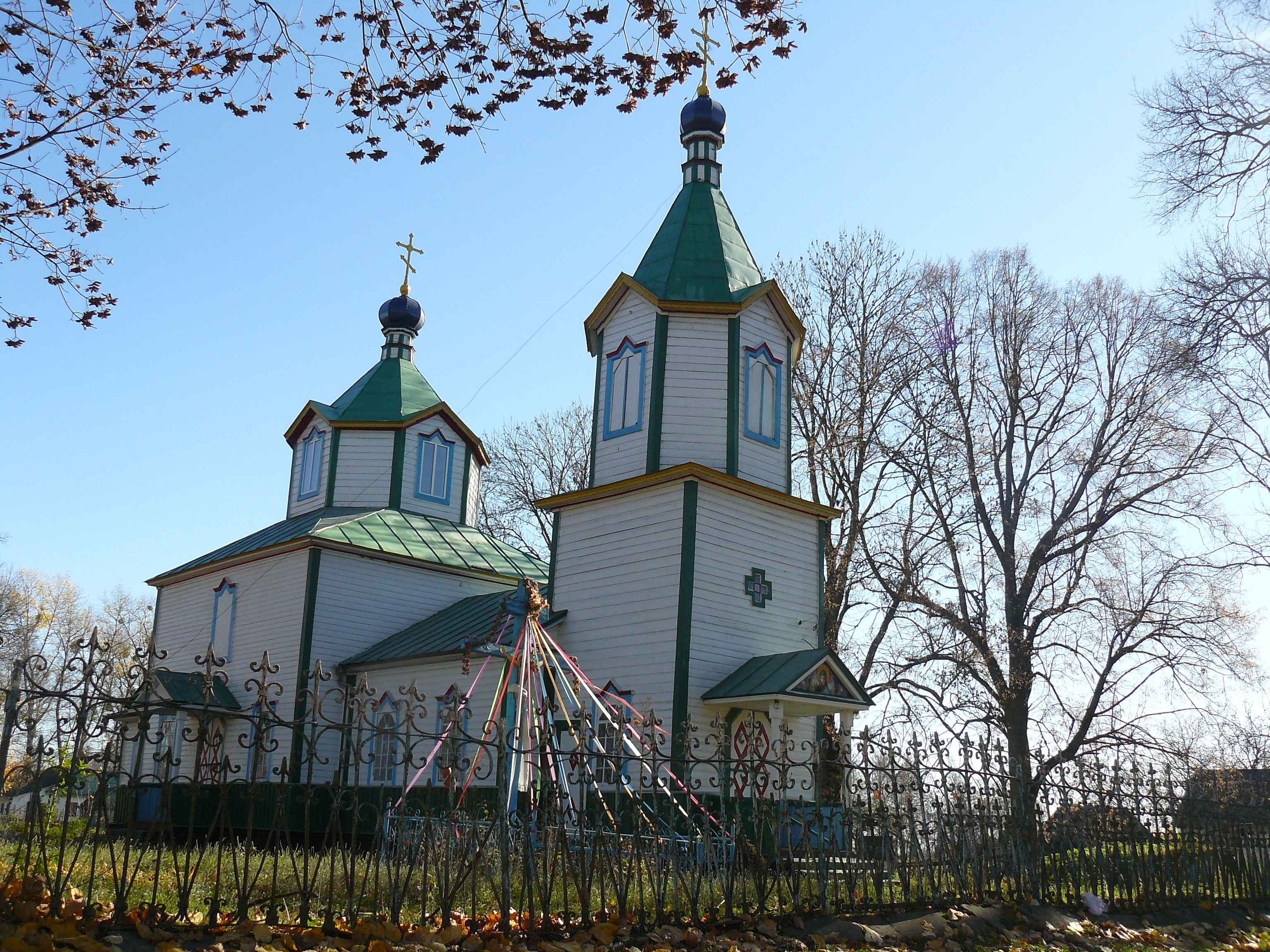
Церква у Ришавці
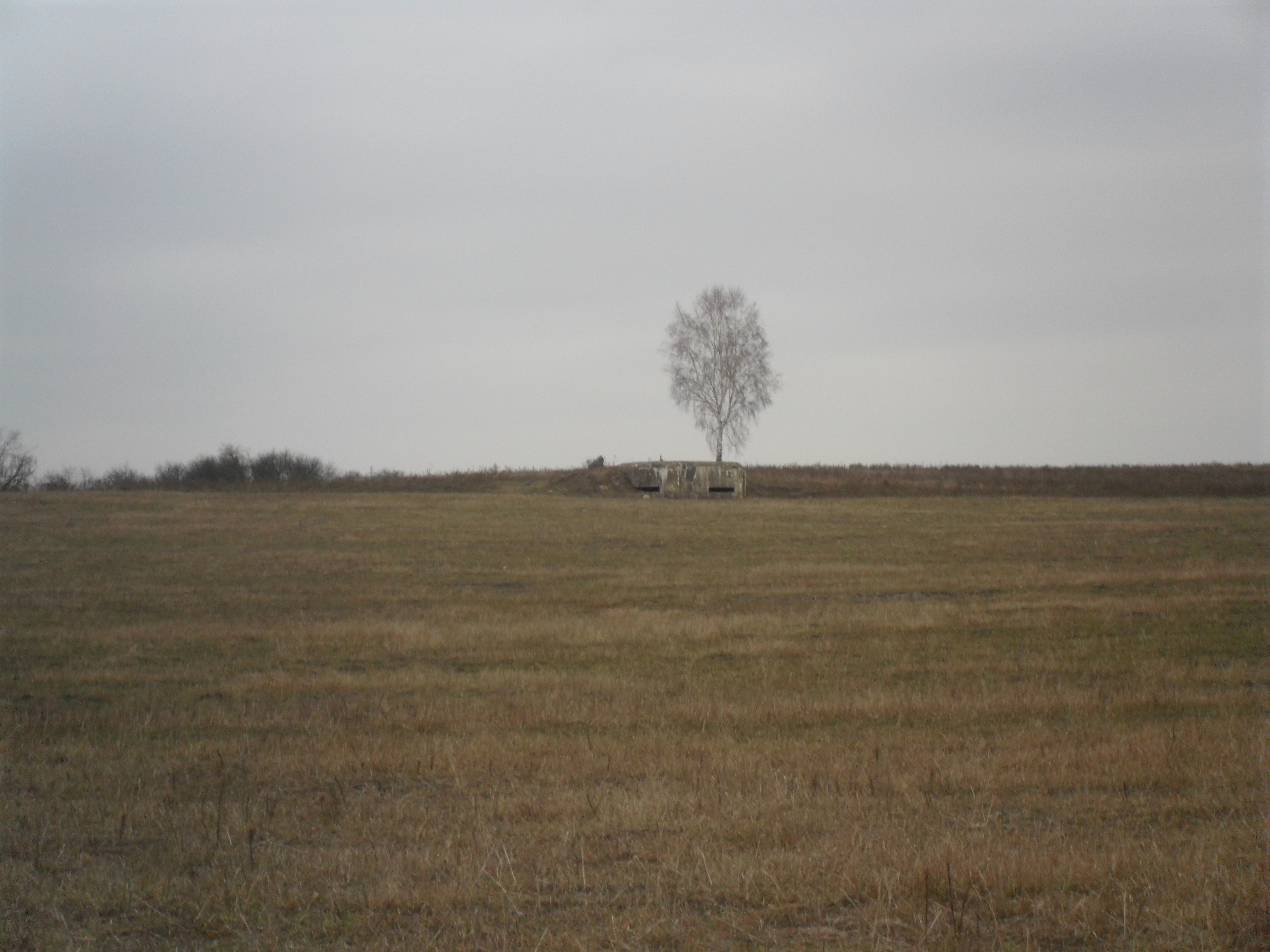
ДОТ неподалік села
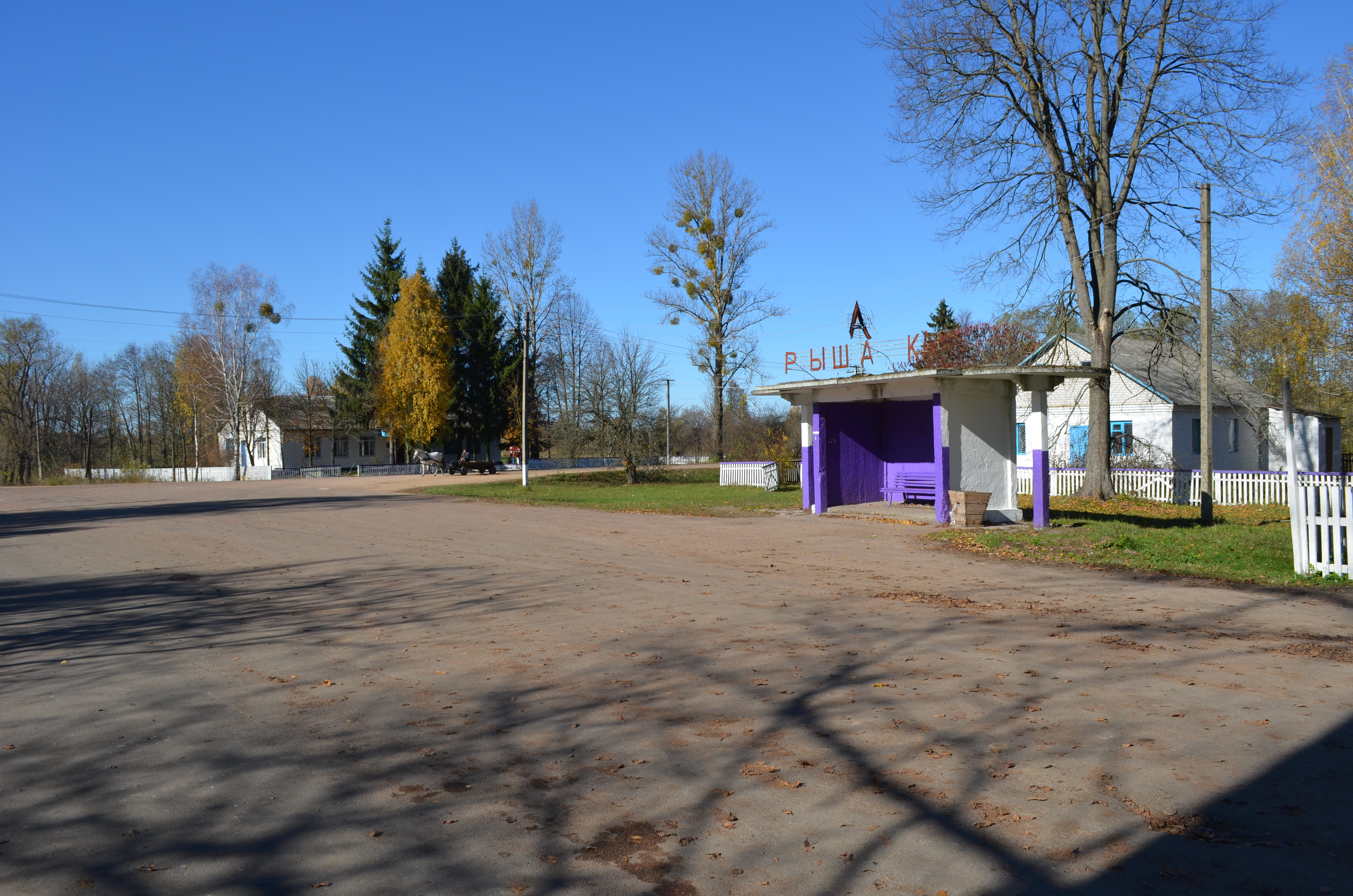
Центр села
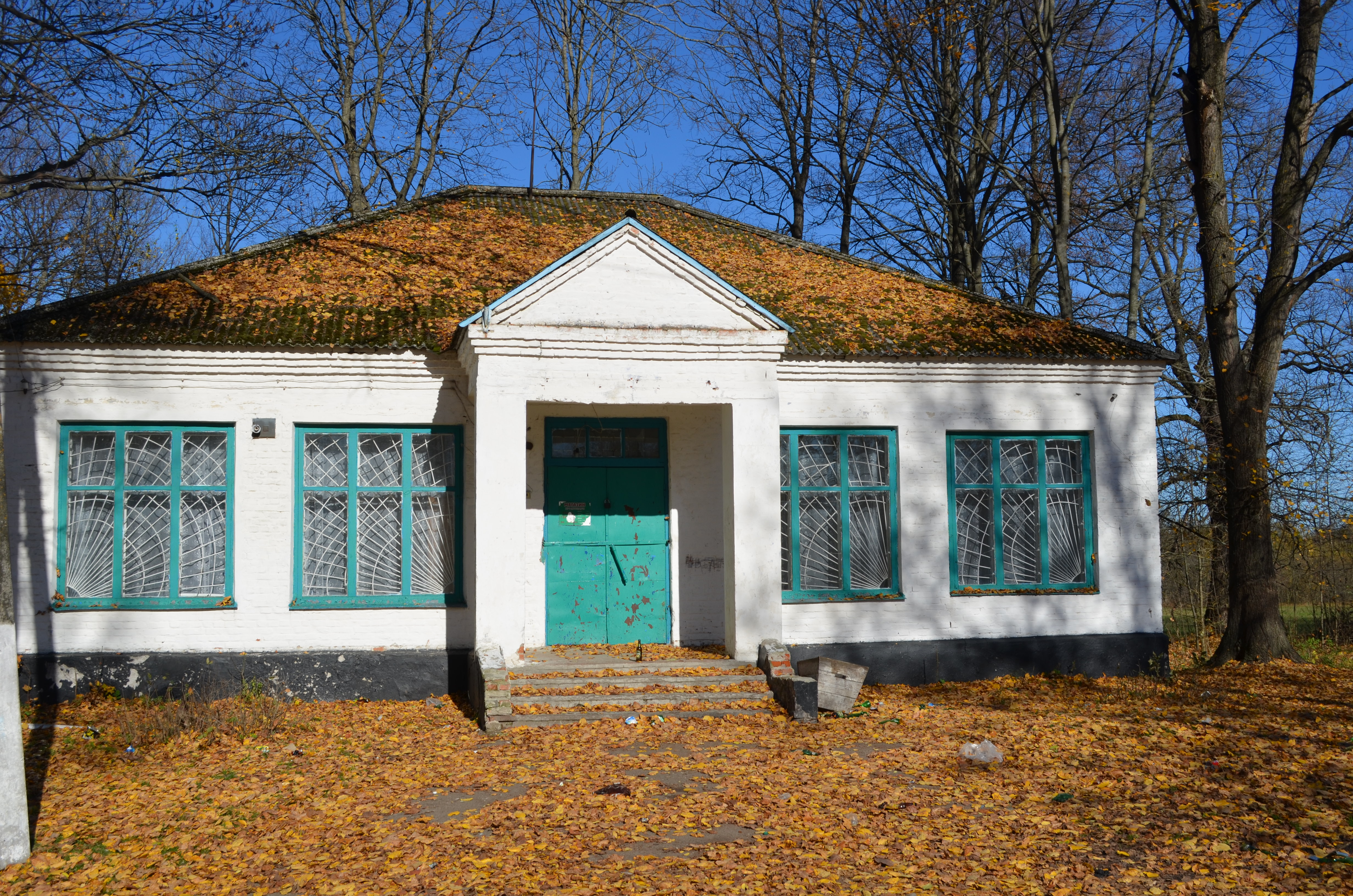
Магазин
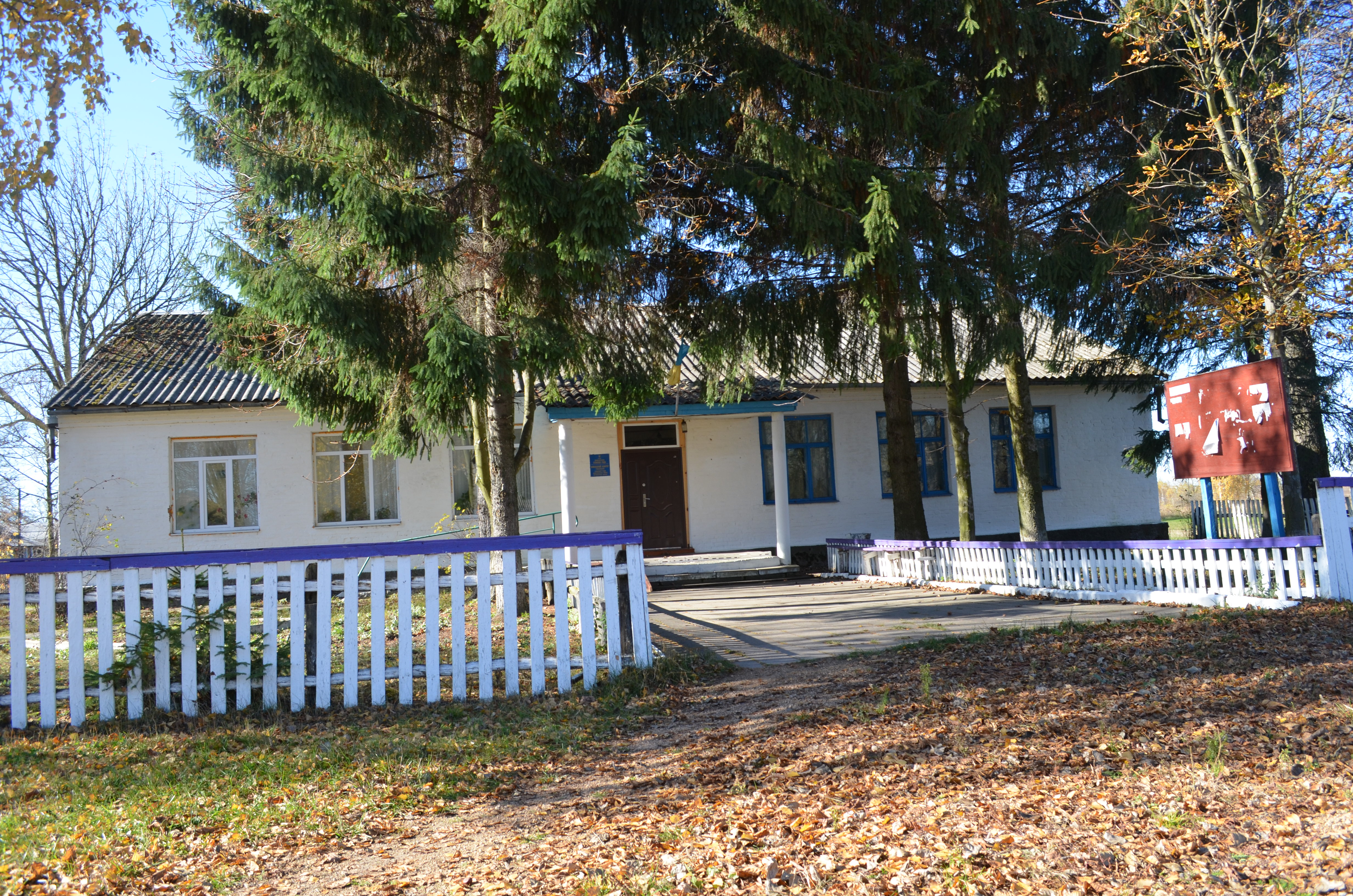
Сільська рада